# キッズカート
キッズカート (kids kart) とは、日本独自のレーシングカートのカテゴリーである。
4歳から小学生高学年までの子供達を対象にした本格的キッズ専用レーシングカートである。安全性がまず基本コンセプトに設計されてはいるが、最高速度は70Kmを超える物もあり、各地域でシリーズ戦が開催されていたり、習い事やお稽古ごとの一つとしてスクール（子供教室）事業も頻繁に行われている。
現代日本語では遊園地など遊技場のカートは「ゴーカート」と区別されて用いられる場合が多い。

## 概要
キッズカートは単に走り、レースに参加するだけでなく、家庭内における親子のコミュニケーションを図れるスポーツとして現在、需要が高まっている。
子供達は操作をステアリング・ホイール、右足のアクセル、左足のブレーキの3点でのみ行い、車を速く走らせることを楽しみ、競う。
親がキッズレーサーの監督・メカニックや計測、記録、マネージメント業務を担うことも多く、家族一体となるスポーツであると言える。
レース参戦にはキッズカートライセンススクール受講後、発行されるキッズカートライセンスが必要となる。また、一般のレーシングカート同様のレンタルカートも存在するため、カートの購入はその後に検討する事も可能。
日本国内で行われているフォーミュラカーレース/GT選手権などで活躍するドライバーの多くが、このクラスからレースを始めたケースも増えてきた。

## 種類
1. Reon（k30.k40）
  - 3歳から11歳位を対象にした初心者用キッズカート
  - エンジンは富士重工製の汎用エンジンEC03EA　EC04EA（30cc・40㏄）で初めての子供や経験の少ない子でも安心して走行する事が可能
  - 身長は80cm程度～120cm程度(乗れるまで)
2. AMIGAOアミゴン（中国製）
  - 3歳から6歳位を対象にした初心者用キッズカート
  - エンジンは富士重工EC04EA（40㏄）で初めての子供や経験の少ない子でも安心して走行する事が可能
  - 身長は100cm程度～有れば乗車可能
3. Winforce-TRY（ヤマハ発動機）
  - 6歳以上を対象　身長は105cm程度以上
  - 空冷式エンジンKT100（100cc）搭載
4. TONYKART MICRO（イタリア製）
5. Macminarelli MACキッズ（イタリア製）
  - ホンダGXH50などを搭載可能